# 小丑库斯提
赫舍·舍莫埃科·平夏斯·耶鲁哈姆·克拉托夫斯基（英語：Herschel Shmoikel Pinchas Yerucham Krustovski，FOX台灣頻道版譯為西斯‧來劫），人称小丑库斯提，是辛普森一家里的一个角色，由丹·卡斯泰拉内塔配音。他是巴特和莉萨最喜欢的电视节目的主持人，这个是一个各类儿童节目的大杂烩，包括卡通片“癢癢鼠與抓抓貓”。小丑库斯提常被描绘为一个被演艺界的事务折磨得易怒且疲惫不堪的人，愤世嫉俗并且有很大烟瘾。他也是除辛普森一家人外最常出现的几个角色之一，并且在几集中担任主要角色，通常这几集也会对巴特有所侧重。
库斯提还是“库斯提汉堡”连锁店的老板，分店除了遍布整個內糊地區外，甚至在中國也有分店
，是巴特甚至是荷馬和鎮上的居民很常光顧的店，但店內很常爆出衛生問題。

## 家庭
库斯提的父亲是一名犹太拉比。他反对库斯提成为小丑，导致父子长期不相往来。
库斯提的私生活乱七八糟。他在海湾战争期间结识了一名美军女兵，两人育有一女，苏菲。4季12集裡透露，库斯提和另外一个女人还有私生子。

## 設定
小丑库斯提最初期的草案為荷馬的祕密身分，這也導致了兩人在外表和個性上非常類似，而小丑库斯提是巴特最崇拜的人，反過來卻對荷馬非常的不尊重，這也暗示了就算沿用了小丑库斯提真實身分是荷馬的設定，對其不尊重的態度也不會有任何一絲的改變。